# Alfeld (stacja kolejowa)
Alfeld – stacja kolejowa w Alfeld, w kraju związkowym Dolna Saksonia, w Niemczech. Znajdują się tu 2 perony.